# Зелено-златна жаба дърволаз
Зелено-златните жаби дърволази (Dendrobates auratus) са вид земноводни от семейство Дърволази (Dendrobatidae).
Срещат се в Централна Америка и на Хаваите.
Таксонът е описан за пръв път от френския зоолог Шарл Фредерик Жирар през 1855 година.